# August Stoltz
August Wilhelm Stoltz (ur. 1889, zm. ?) – zbrodniarz nazistowski, członek załogi niemieckiego obozu koncentracyjnego Dachau i SS-Obersturmführer.
Członek NSDAP (od 1933), SS (od 1933) i Waffen-SS (od 1940). Od 1940 do czerwca 1944 pełnił służbę jako, kolejno, jako strażnik, dowódca plutonu wartowniczego i dowódca kompanii wartowniczej. Od października 1944 do grudnia 1944 był komendantem podobozu Allach. Następnie przeniesiony został do podobozu Kempten, gdzie sprawował identyczne stanowisko, a także kierował jednym z komand więźniarskich do kwietnia 1945. Kierował również ewakuacją Kempten.
W procesie członków załogi Dachau (US vs. Alois Mühlbauer i inni), który miał miejsce 11 czerwca 1947 przed amerykańskim Trybunałem Wojskowym w Dachau skazany został na 4 lata pozbawienia wolności za współodpowiedzialność za fatalne warunki panujące w podobozie Kempten.